# ニュージーランド1000ギニー
ニュージーランド1000ギニー（New Zealand 1000 Guineas）はニュージーランドのリカルトンパーク競馬場で開催される芝1600メートルの競馬の競走である。グループ制ではG1に類される。出走条件は3歳牝馬。同国の1000ギニーに相当する。
毎年11月に施行され、ニュージーランドのマイル最強3歳牝馬決定戦といった性格を持つ。ニュージーランド2000ギニーの1週後に行われ、2009年にはKatie Leeが2000ギニー優勝から連闘して当競走に優勝している。

## 歴代優勝馬
- 2000年 - Elevenses
- 2001年 - Final Destination
- 2002年 - The Jewel
- 2003年 - Taatletail
- 2004年 - Justa Tad
- 2005年 - Seachange
- 2006年 - Dorabella
- 2007年 - Insouciant
- 2008年 - Daffodil
- 2009年 - Katie Lee
- 2010年 - King's Rose
- 2011年 - Planet Rock
- 2012年 - Rollout The Carpet
- 2013年 - Costa Viva
- 2014年 - Platinum Witness[1]
- 2015年 - Risque[2]
- 2016年 - La Diosa[3]
- 2017年 - Hasahalo[4]
- 2018年 - Media Sensation[5]
- 2019年 - Loire[6]
- 2020年 - Kahma Lass
- 2021年 - The Perfect Pink[7]
- 2022年 - Legarto[8]
- 2023年 - Molly Bloom[9]
- 2024年 - Captured By Love[10]